# Глоструп
 Тази статия е за града в Дания.  За общината вижте Глоструп (община).  
Глоструп (на датски: Glostrup) е град в източна Дания, част от Столичен регион. Населението му е около 22 000 души (2016).
Разположен е на 14 метра надморска височина на остров Шеланд и е предградие на Копенхаген, разположено на 11 километра западно от центъра на града. Селището възниква в средата на XII век, когато е построена местната църква, и се развива бързо от средата на XIX век с изграждането на железопътна линия до Копенхаген.

## Известни личности
Родени в Глоструп
- Маргрете Вестагер (р. 1968), политик